# Грб Прокупља
Грб општине Прокупље чини златно (or) оивичени новофраначки штит на чијем је врху тамноплави натпис Прокупље испод кога се на сребрној (argent) подлози налази тамноплаво брдо са коме се налази стилизова зграда са торњем, у његовом подножју се налазе две сребрне вијугаве линије, док се у горњем десном (хералдичком левом) делу налазе тамноплави бројеви 1, 3, 9 и 5. Златни грчки крст дели средишње поље на четири дела (quarterly) и у његовом средишту се налази сребрно оивичени тамноплави квадрат у чијем се средишту на налази сребрни круг окружен са девет мањих сребрних кругова.

## Значење елемената грба
Централни део грба је симболична представа самог Прокупља:
- Тамноплаво брдо симболизује брдо Хисар на коме постоје остаци утврђења подигнутог у доба Римљана око кога се град развио и црква светог Прокопија по којој је град добио име.
- Тамноплава стилизована зграда са торњем симболизује задужбину др Алексе Савића која се налази на врху Хисара над градом тзв. Савићевац.
- Вијугаве сребрне линије симболизују реку Топлицу која протиче кроз град.

Бројеви 1, 3, 9 и 5 представљају годину првог помена града (1395) под данашњим именом (град светог Прокопија) у једном документу кнегиње Милице, док један већи сребрни круг окружен са девет мањих симболизује Југ Богдана и девет Југовића који су према легенди живели у граду, због чега се стара црква и једина преостала кула утврђења граду називају Југ Богдановим.